# Maja (Starověký Egypt)

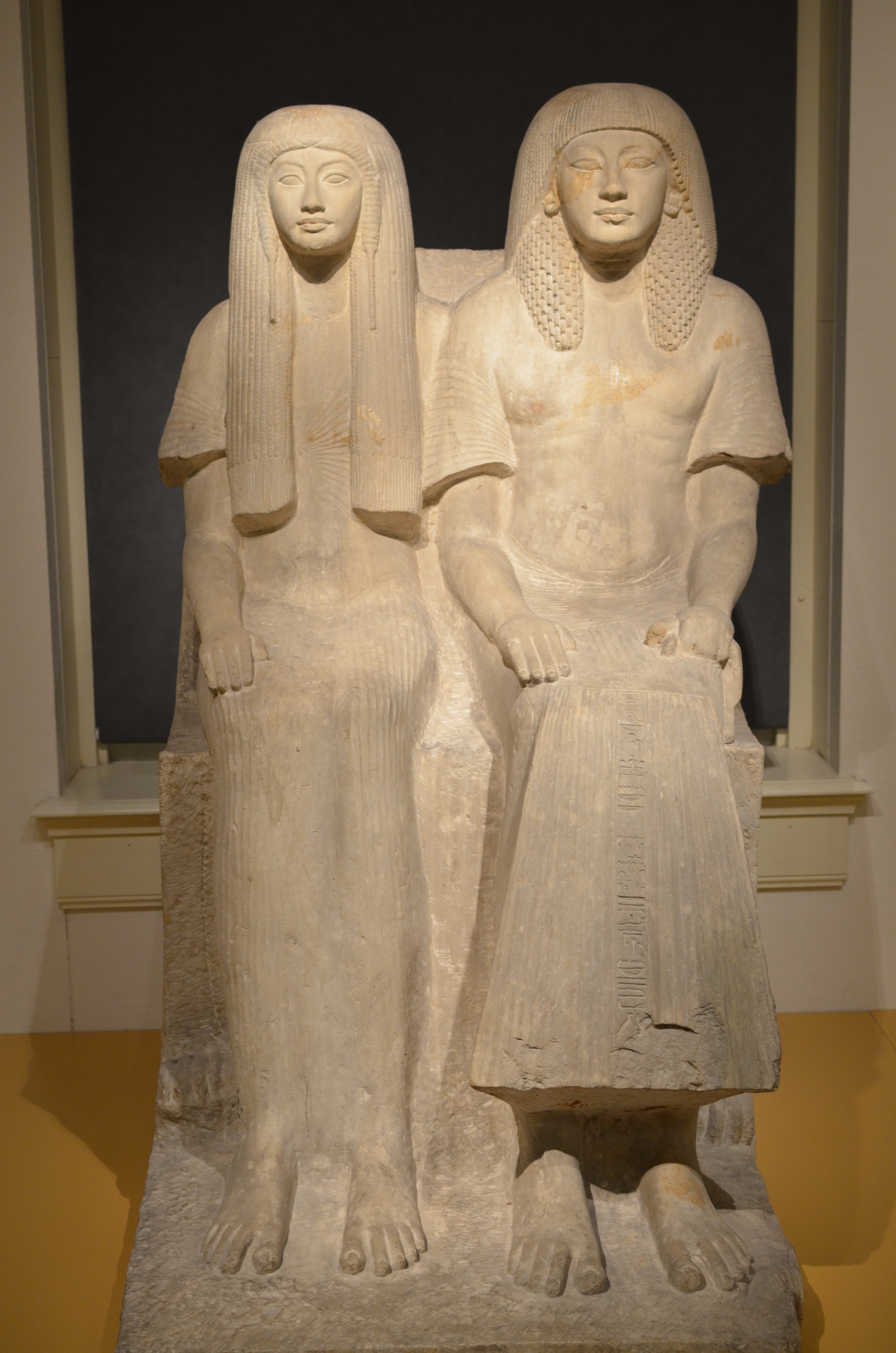
Přední pohled na obě sochy

Maja byl důležitou postavou během vlády faraóna Tutanchamona, Aje II. a Horemheba za 18. dynastie vládců Starověkého Egypta. Mezi jeho tituly patřily: "Představený pokladnice", "Nejvyšší představený v Místě věčnosti", "Vůdce Amonova festivalu v Karnaku".

## Život
Maja byl synem soudce jménem Iuy a jeho ženy Weret. Měl nevlastního bratra Nahuhera. Za ženu si vzal Meryt, se kterou měl dvě dcery Mayamenti a Tjauenmaya. Rané roky Majova života nejsou dobře známy. Pravděpodobně začal svou kariéru za vlády faraóna Amenhotepa III. Maja patřil titulem a funkcí "Představeného pokladnice" ke špičce vládního aparátu a tuto funkci začal vykonávat již v době vlád Tutanchamona a Aje. Jeho další úřad "Nejvyššího představeného v Místě věčnosti" svědčí o tom, že byl zodpovědný za plánování, stavbu a vybavení hrobek posledních tří panovníků 18. dynastie. Těmto okolnostem zřejmě vděčil za to, že se mu dostalo privilegia, aby mohl do Tutanchamonovy pohřební výbavy darovat dva předměty – jednoho zdobeného vešebta a model postele s položenou usirovskou figurkou faraona. Následně byl Haremhebem pověřen dozorem nad stavbou chrámového komplexu Amenrea v Karnaku.

## Hrobka
Britsko-holandské archeologické expedici byla koncese původně vystavena za účelem znovuobjevení hrobky hodnostáře Maji. Ta byla známa již z doby výpravy Richarda Lepsia, který roku 1843 nechal z tehdy přístupné části hrobky vyjmout některé reliéfně zdobené bloky a vzal je s sebou na zpáteční cestě do Berlína.
Přibližná poloha objektu byla Lepsiem zanesena do mapy pohřebiště a reprodukce odvezených bloků publikovány v jeho slavném monumentálním díle "Denkmaeler aus Aegypten und Aethiopien" (Památky z Egypta a Etiopie).
Na znovuobjevení hrobky tohoto hodnostáře mělo eminentní zájem i Rijksmuseum van Oudheden v Leidenu, protože v jeho sbírkách se již od dvacátých let 19. století nacházely tři překrásné sedící sochy Maji a jeho manželky Merit. Nikdo nepochyboval o tom, že se muselo jednat o plastiky, které byly původně součástí inventáře této hrobky.
Výzkum začal až v roce 1987. Již rok předtím ovšem archeologové objevili podzemní prostory, které patřily k této hrobce. Došlo k tomu v okamžiku kdy egyptologové sledovali průběh jedné z bočních podzemních chodeb, jež odbočovala ze šachty sousední hrobky. Majovo místo posledního odpočinku se nachází jen několik metrů od Haremhebova komplexu a jeho architektura, reliéfy a výzdoba svou rozlohou a kvalitou směle soupeří s hrobkou Majova nadřízeného a vládce.
Do východozápadně orientované stavby tohoto vysokého hodnostáře se vstupovalo širokým pylonem, jehož vchodové stěny byly zdobeny reliéfy zobrazujícími Maju v nadživotní velikosti. Následovalo první nádvoří s cihlovou dlažbou a s řadou papyroformních sloupů lemujících západní stěnu dvora. Za nimi se skrývala rozměrná místnost pro sochy, kterou se vstupovalo na druhé nádvoří ozdobené po stranách, stejně jako v Haremhebově hrobce, řadou sloupů.
Nástěnné reliéfy obsahují především náboženská témata, jako například pohřební průvod nebo uctívání kraví bohyně Hathory. Nechybějí ovšem ani náměty, které se vztahují k Majově úřednické kariéře. Ten je na nich zobrazen při počítání zajatců a jejich dobytka. Velmi dobře se zachoval i poměrně krátký průvod nosičů obětin. Na západní straně druhého nádvoří byla postavena hlavní kultovní kaple s vedlejšími kaplemi po stranách. Už ve starověku ovšem ztratily své vápencové obložení zdobené reliéfy. Celý pohřební komplex utrpěl značné škody v důsledku neblahé činnosti starověkých i novověkých (ještě v 19. století) zlodějů kamene, takže z jeho původní výzdoby se zachovalo jen velmi málo reliéfů.